# فهرست طولانی‌ترین پل‌ها در جهان
لیستی از ۵۰ طولانی‌ترین پل‌ها در جهان با اطلاعاتی مانند: نام آنها، طول آنها، عرض آنها، سال اتمام ساخت آنها، نوع مسیر آن‌ها و کشور محل آنها. 
| نام پل                   | طول (متر) | عرض (متر) | سال تکمیل شده (میلادی) | نوع مسیر        | کشور    |
| ------------------------ | --------- | --------- | ---------------------- | --------------- | ------- |
| جیاوزهو بای              | ٢۶٧٠٧     | ٣۵        | ٢٠١١                   | ماشین رو        | چین     |
| پل بزرگ دانی یانگ کانشان | ۱۶۴۸۰۰    | ۸۰        | ۲۰۱۰                   | راه آهن         | چین     |
| پل بزرگ دیانجین          | ۱۱۳۷۰۰    | ۵۰ متر    | ۲۰۱۰                   | راه آهن         | چین     |
| وینان ویهه               | ۷۹۷۳۲     | ۸۰        | ۲۰۰۸                   | راه آهن         | چین     |
| بنگ نا                   | ۵۴۰۰۰     | ۱۰۰ متر   | ۲۰۰۰                   | ماشین رو        | تایلند  |
| پکن                      | ۴۸۱۵۳     | ۱۰۸       | ۲۰۱۰                   | راه آهن         | چین     |
| دریاچهٔ پنت چارتین        | ۳۸۴۴۲     | ۴۶        | ۱۹۵۶                   | ماشین رو        | آمریکا  |
| مانچاک                   | ۳۶۷۱۰     | نا معلوم  | ۱۹۷۰                   | ماشین رو        | آمریکا  |
| یانگکان                  | ۳۵۸۱۲     | نا معلوم  | ۲۰۰۷                   | ماشین رو        | چین     |
| هانگزهو                  | ۳۵۶۷۳     | ۴۴۸       | ۲۰۰۷                   | قطارهای مَگلِو    | چین     |
| رونیانگ                  | ۳۵۶۶۰     | ۱۴۹۰      | ۲۰۰۷                   | آزاد راه        | چین     |
| رونگهای                  | ۳۲۵۰۰     | ۴۰۰       | ۲۰۰۵                   | مترو            | چین     |
| شانگهای                  | ۲۹۹۰۸     | نا معلوم  | ۲۰۰۳                   | قطارهای مَگلِو    | چین     |
| آتچافالایا               | ۲۹۲۹۰     | نا معلوم  | ۱۹۷۳                   | آزاد راه        | آمریکا  |
| لوئزینیا                 | مثال      | نا معلوم  | ۲۰۱۱                   | آزاد راه        | آمریکا  |
| خط ۱، ووهان              | ۲۸۸۷۰     | نا معلوم  | ۲۰۰۹                   | مترو            | چین     |
| یانشی                    | ۲۸۵۴۳     | نا معلوم  | ۲۰۰۹                   | راه آهن         | چین     |
| خلیج جیازهو              | ۲۶۷۰۷     | ۲۶۰       | ۲۰۱۱                   | ماشین رو        | چین     |
| جینتاگ                   | ۲۶۵۴۰     | نامعلوم   | ۲۰۰۹                   | ماشین رو        | چین     |
| جینبین                   | ۲۵۸۰۰     | نا معلوم  | ۲۰۰۳                   | مترو            | چین     |
| امیر فهد                 | ۲۵۰۰۰     | نا معلوم  | ۱۹۸۶                   | ماشین رو        | عربستان |
| سووارنابوهومی            | ۲۴۵۰۰     | نا معلوم  | ۲۰۱۰                   | راه آهن         | تایلند  |
| خلیج چساپیک              | ۲۴۱۴۰     | نا معلوم  | ۱۹۹۹                   | آزاد راه        | آمریکا  |
| رود لیانگشویی            | ۲۱۵۶۳     | نا معلوم  | ۲۰۰۷                   | راه آهن         | چین     |
| یانگدینگ                 | ۲۱۱۳۳     | نا معلوم  | ۲۰۰۷                   | راه آهن         | چین     |
| ۶ اکتبر                  | ۲۰۵۰۰     | نا معلوم  | ۱۹۹۶                   | ماشین رو        | مصر     |
| سی ۲۱۵                   | ۲۰۰۰۰     | ۸۰۰       | ۲۰۰۷                   | راه آهن         | تایوان  |
| اینچئون                  | ۱۸۳۸۴     | نا معلوم  | ۲۰۰۹                   | ماشین رو        | فرانسه  |
| کانگزو دذهو              | ۱۸۲۰۰     | ۱۲۸       | ۲۰۱۰                   | راه آهن         | چین     |
| آئروترین                 | ۱۸۰۰۰     | نا معلوم  | ۱۹۶۵                   | راه آهن         | فرانسه  |
| بنت کاره                 | ۱۷۷۰۲     | نا معلوم  | ۱۹۶۰                   | ماشین رو        | آمریکا  |
| واسکو داگاما             | ۱۷۱۸۵     | ۴۵۰       | ۱۹۹۸                   | آزاد راه        | پرتغال  |
| سایگون                   | ۱۶۰۰۰     | نا معلوم  | ۲۰۱۰                   | ماشین رو        | ویتنام  |
| راه دوار پکن             | ۱۵۵۹۵     | نا معلوم  | ۲۰۰۷                   | راه آهن         | چین     |
| کاما                     | ۱۳۹۶۷     | نا معلوم  | ۲۰۰۲                   | ماشین رو        | روسیه   |
| پنانگ                    | ۱۳۵۰۰     | ۲۲۵       | ۱۹۸۵                   | ماشین رو        | مالزی   |
| کام شیانگ                | ۱۳۴۰۰     | ۲۰۰۳      | ۲۰۰۳                   | راه آهن         | هنگ کنگ |
| ووپرتال شووبباهن         | ۱۳۲۰۰     | ۳۳        | ۱۹۰۳                   | راه آهن         | آلمان   |
| ریو نیتریو               | ۱۳۹۰۰     | ۳۰۰       | ۱۹۷۴                   | ماشین رو        | برزیل   |
| بوهومبیول                | ۱۳۰۰۰     | ۳۹۸       | ۲۰۰۶                   | ماشین رو        | تایلند  |
| رئیس‌جمهور                | ۱۲۹۸۰     | ۲۲۰       | ۲۰۰۹                   | ماشین رو و مترو | روسیه   |
| کانفدریشن                | ۱۲۹۰۰     | ۲۵۰       | ۱۹۹۷                   | ماشین رو        | کانادا  |
| جوبیلی                   | ۱۲۸۷۵     | نا معلوم  | ۱۹۷۸                   | ماشین رو        | آمریکا  |
| نوویی ساراتووسکی         | ۱۲۷۶۰     | ۱۵۷       | ۲۰۰۰                   | ماشین رو        | روسیه   |
| رود زرد رودانگ           | ۱۲۶۰۰     | نا معلوم  | ۲۰۰۸                   | ماشین رو        | چین     |
| نوسا                     | ۱۲۷۰۰     | نا معلوم  | ۲۰۱۳                   | ماشین رو        | اندونزی |
| تست امسلند               | ۱۲۰۰۰     | نا معلوم  | ۱۹۸۵                   | راه آهن         | آلمان   |
| نانیجینگ کینهوایی        | ۱۲۰۰۰     | نا معلوم  | ۲۰۱۰                   | راه آهن         | چین     |
| کینگشوهیه                | ۱۱۷۰۰     | نا معلوم  | ۲۰۰۶                   | ماشین رو        | چین     |
| لزیریا                   | ۱۱۶۷۰     | ۱۳۳       | ۲۰۰۷                   | ماشین رو        | پرتغال  |
| ناراشیما                 | ۱۱۶۰۰     | نا معلوم  | ۲۰۰۹                   | ماشین رو        | هند     |
| سن ماتئو                 | ۱۱۲۶۵     | ۲۲۹       | ۱۹۶۷                   | ماشین رو        | آمریکا  |